# Fiumansk dialekt
Fiumanska eller fiumansk dialekt (fiumanska: fiuman, italienska: fiumano, kroatiska: fijumanski) är en lokal venetiansk dialekt som talas i och omkring staden Rijeka (före detta Fiume) i Kroatien. Fiumanskan är starkt influerad av čakaviskan. Antalet talare av dialekten är okänt men tros uppgå till cirka 5 000–40 000 individer.
Många ord i fiumanskan kommer från andra språk. Då Rijeka var en del av det Habsburgska riket i närmare sex århundraden kommer många lånord från tyskan eller ungerskan. Under 1800- och 1900-talet upplevde staden en stark immigration vilket ledde till att fiumanskan berikades med lånord från andra språk, bland annat slovenskan. 